# Ernst Orth (Admiral)
Ernst Orth (* 4. März 1870; † 11. Juli 1941) war ein deutscher Konteradmiral der Kaiserlichen Marine.

## Leben
Ernst Orth trat am 13. April 1888 in die Kaiserliche Marine ein. Als Unterleutnant zur See (Beförderung am 12. Mai 1891) kam er am 29. März 1893 auf die Nautilus, wurde aber bereits zum 26. Juli des gleichen Jahres wieder abkommandiert und kam auf die Württemberg. Im Folgejahr blieb er zunächst auf der Württemberg und erhielt dann die Kommandierung auf die Pfeil. Am 1. Oktober 1895 wurde er, nun Leutnant zur See (Beförderung am 24. November 1894), Wachoffizier auf der Sperber, welche in Westafrika bei der westafrikanischen Station eingesetzt wurde. Nach der Heimreise der Sperber Ende 1896 wurde Orth zur Verfügung der I. Marineinspektion gesetzt.
Als Korvettenkapitän war er von April 1907 bis September 1908 Kommandant der Nixe, welches als Büroschiff für den Flottenstab der Hochseeflotte eingesetzt war. 1912 war er als Fregattenkapitän (Beförderung am 22. März 1911) Artillerieoffizier vom Platz und zugleich Vorstand des Artillerie- und Minendepots im Schutzgebiet Kiautschou. Am 14. Dezember 1912 wurde er zum Kapitän zur See befördert. Er war bis Kriegsende Direktor des Ausrüstungsressorts der Werft in Wilhelmshaven.
Am 18. November 1919 wurde er aus der Marine verabschiedet und erhielt am 18. Dezember 1919 mit RDA vom 18. November 1919 den Charakter als Konteradmiral verliehen.